# Staatspokal von Rio Grande do Norte
Der Staatspokal von Rio Grande do Norte, in der portugiesischen Landessprache kurz Copa RN genannt, ist der Fußballverbandspokal des Bundesstaates Rio Grande do Sul in Brasilien. Er wird seit 2004 vom Landesverband der Federação Norte-rio-grandense de Futebol (FNF) ausgerichtet.
Ursprünglich ist der Staatspokal in einem eigenen Turniermodus ausgetragen wurden, bis er 2011 als zweite Spielphase der Staatsmeisterschaft von Rio Grande do Norte eingerichtet wurde. Der Gewinner des Staatspokals spielt also in einem Finalspiel gegen den Gewinner der ersten Phase, des Stadtpokals von Natal, um die Staatsmeisterschaft. Mit dem Gewinn des Staatspokals ist weiterhin die Qualifikation zur Copa do Nordeste und der Copa do Brasil verbunden.

## Pokalhistorie

### Gewinner nach Jahren
| - 2020 – ABC Natal - 2019 – América FC - 2018 – ABC Natal - 2017 – ABC Natal - 2016 – ABC Natal - 2015 – ABC Natal - 2014 – Globo FC - 2013 – América FC - 2012 – América FC - 2011 – ABC Natal - 2010 – AC Corintians - 2009 – ASSU - 2008 – ABC Natal - 2007 – ACEC Baraúnas - 2006 – América FC - 2005 – ABC Natal - 2004 – ACEC Baraúnas |

### Statistik
| Titel | Verein        |
| ----- | ------------- |
| 8     | ABC Natal     |
| 4     | América FC    |
| 2     | ACEC Baraúnas |
| 1     | ASSU          |
| 1     | AC Corintians |
| 1     | Globo FC      |